# قتاد فليني
القَتَاد الفليني (باللاتينية: Astragalus suberosus) نوع نباتي عشبي من جنس القتاد.

## البيئة والانتشار
موطنه بلاد الشام وقبرص وتركيا والبلقان.